# Jack Laugher
Jack Laugher, MBE (* 30. Januar 1995 in Harrogate, England) ist ein britischer Wasserspringer. Er startet für den Verein City of Leeds Diving Club in den Disziplinen Kunstspringen vom 1-m- und 3-m-Brett und im 3-m-Synchronspringen.
Seinen ersten internationalen Einsatz im Erwachsenenbereich hatte Laugher bei den Commonwealth Games 2010 in Delhi. Mit Oliver Dingley wurde er im 3-m-Synchronspringen Siebter. Im Einzel vom 3-m-Brett belegte er Rang elf. Im Jahr 2011 nahm er in Shanghai erstmals an der Weltmeisterschaft teil. Vom 1-m-Brett schied er im Vorkampf aus, erreichte aber vom 3-m-Brett im Finale einen achten Rang.
Sehr erfolgreich war Laugher im Jahr 2010 bei der Junioren-Europa- und Weltmeisterschaft. Er siegte bei beiden Wettkämpfen jeweils vom 1-m- und 3-m-Brett. 2011 wurde er vom 3-m-Brett erstmals Britischer Meister.
Erfolge erlangte er auch mit Siegen bei den Commonwealth Games 2014 im 3-m-Synchronspringen mit seinem Synchronpartner Chris Mears und im 1-m-Kunstspringen, sowie dem zweiten Platz im 3-m-Kunstspringen.
Seine bislang größten Erfolge erreichte Laugher, als er gemeinsam mit Mears bei den Olympischen Sommerspielen 2016 in Rio de Janeiro die Konkurrenz im Synchronspringen vom 3-Meter-Brett auf die Plätze verwies und im Einzel aus 3 Metern Silber holte.
Bei den 2021 ausgetragenen Olympischen Spielen in Tokio gewann Laugher die Bronzemedaille im Einzel vom 3-m-Brett. Bei den Olympischen Spielen 2024 in Paris gewann er erneut eine Bronzemedaille, dieses Mal im Synchronspringen.

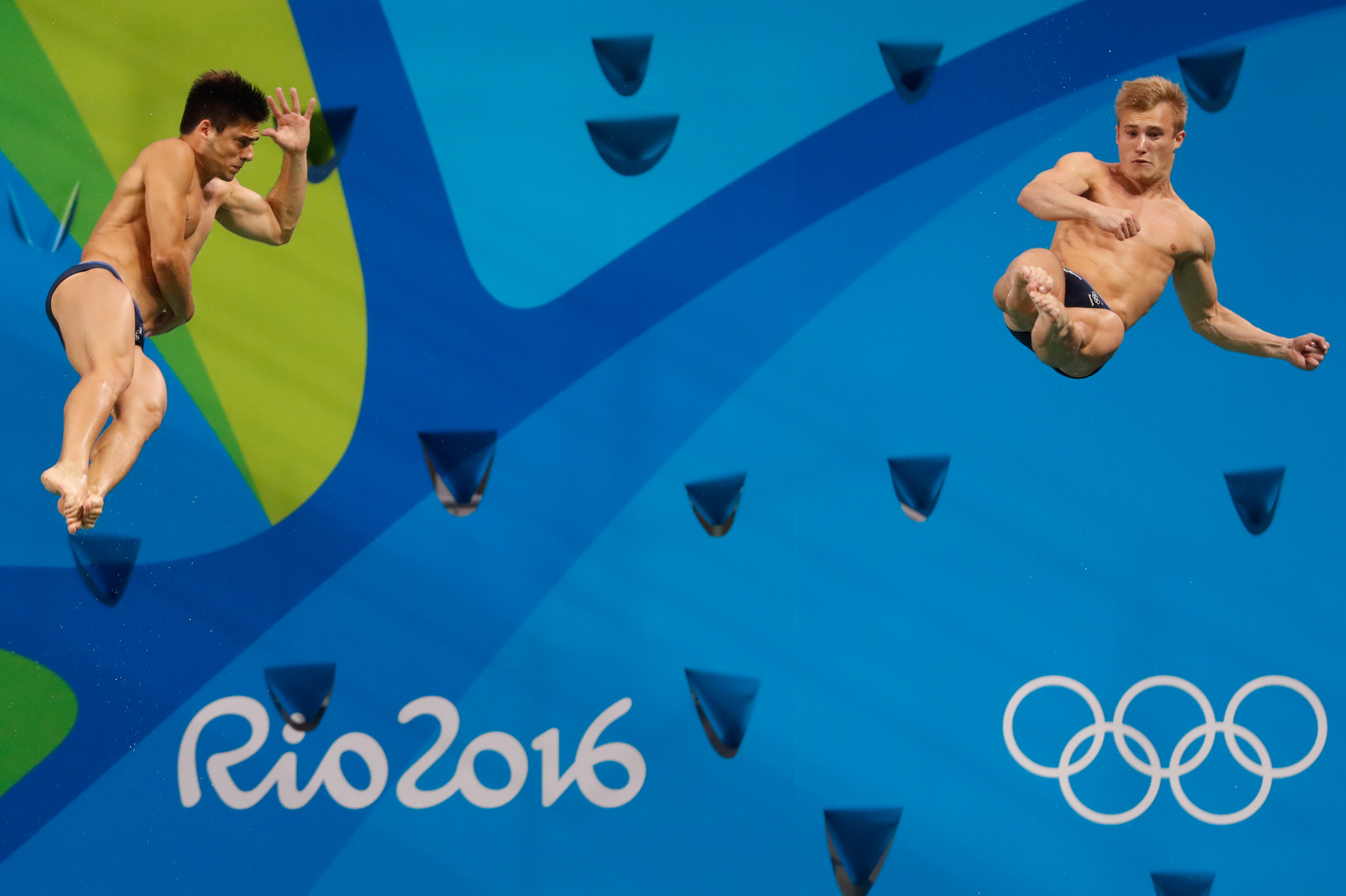
Jack Laugher und Chris Mears